# 林貞子
林 貞子（はやし ていこ、1919年〈大正8年〉7月4日 - 2006年〈平成18年〉8月13日）は、日本の幼児教育の専門家。松濤幼稚園の創設者で、東海大学名誉教授も務めた。人権擁護委員。勲等は勲四等瑞宝章。

## 概要
父・牧野伸通は伯爵・牧野伸顕の長男で式部官、母・純子は男爵・鍋島直明の長女で上皇后美智子の元東宮女官長。伸通・純子夫妻の長女として生まれ、慶應義塾大学文学部哲学科を卒業後、慶應義塾大学大学院文学研究科修士課程を修了（専攻は社会学）。夫は学習院大学名誉教授の林友春（伯爵・林博太郎の三男）。
1947年、東京都の中でも屈指の高級住宅街、渋谷区松濤に松濤幼稚園を創設した。当幼稚園は政治家から財界人の重鎮、また皇族や著名人の子らが多く通うことで知られており、若葉会幼稚園、枝光会附属幼稚園などと共に「御三家幼稚園」と呼ばれるとともに日本で最も学費が高額な幼稚園として知られていた。また妹の淑子（杉山元太郎夫人）ら親族も同園の運営に参加していた。
長女は富美子、長男は友敬、二女は絢子、三女は茂子である（出生順）。長女・富美子は三井家当主・三井高公の四男・之乗に嫁ぎ、若葉会幼稚園理事長に就任した。富美子の長男は、三井総領家第12代当主の三井八郎右衛門永乗。二女・絢子は富国生命保険社長・小林喬（小林中と慶子の長男）の妻。絢子の次女は衆議院議員で元国務大臣の堀内詔子。三女・茂子は源氏物語の研究者で、KDDI顧問を務めた楢原常栄の妻。林家の家督を継承した長男・友敬の次男にロックバンドPENICILLINの千聖がいる。